# Ängstapetserarbi
Ängstapetserarbi (Megachile versicolor) är en biart som beskrevs av Smith 1844. Ängstapetserarbi ingår i släktet tapetserarbin, och familjen buksamlarbin. Inga underarter finns listade.

## Beskrivning
Arten är ett litet, övervägande svart bi med en längd på 11 till 12 mm hos honan, 10 till 11 mm hos hanen. Arten är svår att skilja från andra tapetserarbin. Den har vitaktiga hår i ansiktet, på sidorna av mellankroppen och på tergit 1 och 2, medan tergit 2 till 5 har smala, vita hårband på bakkanterna. Håren på hjässan, ovansidan av mellankroppen och tergit 3 till 5 är korta och gråaktigt bruna. på buken har honan en röd polleninsamlingsborste med svart spets baktill.

## Ekologi
Habitatet utgörs av ett flertal blomsterrika biotoper som ängar, skogsbryn, vägrenar, trädgårdar, parker och ruderatmarker. Arten är polylektisk, den besöker blommande växter från ett flertal växtfamiljer, bland andra ärtväxter som käringtand, korgblommiga växter som tistlar, och rosväxter som hallonsläktet.. I nordliga delar av utbredningsområdet flyger arten arten mellan början av juni till augusti månad ut, längre söderöver till september

## Fortplantning
Som alla tapetserarbin är arten solitär; honan bygger sina larvbon i vissna stjälkar av örter som kungsljus, gamla skalbaggsgångar i dött trä, i porösa örtstjälkar av fläder och björnbär, eller i människotillverkade konstruktioner som bihotell,. I dessa ligger larvcellerna på rad efter varandra, var och en med ett ägg och näring i form av pollen. Bogångarna kläds med utskurna bladbitar från björnbär eller rosor. Det förekommer att bona parasiteras av smalkägelbi, vars hona lägger ett ägg i äggcellerna. När kägelbilarven sedan kläcks, lever den av det insamlade matförrådet efter det den har dödat värdägget eller -larven.

## Utbredning
Ängstapetserarbiet finns i större delen av Europa från Brittiska öarna och Frankrike i väster genom Mellaneuropa och norra delara av Sydeuropa till Sibirien. Norrut når arten till Norden. Den finns också i Mellanöstern.
I Sverige finns arten från hela Götaland och Svealand (inklusive Öland och Gotland) upp till Dalarna och Gästrikland. Enstaka fynd har även gjorts i Tornedalen, men arten verkar inte finnas däremellan, utan tros saknas längst Norrlandskusten. I Finland finns arten från Åland och sydkusten norrut till Satakunta i väst och Norra Karelen i öst, med ett fåtal fynd i Södra Österbotten, Kajanaland och Norra Österbotten.

## Status
Arten är klassificerad som livskraftig (LC) i både Sverige och Finland, men är deklarerad globalt under kunskapsbrist (DD) av IUCN.